# Forseti (zespół muzyczny)
Forseti – niemiecki neofolkowy projekt Andreasa Rittera znanego ze współpracy z Kimem Larsenem (Of the Wand & the Moon), Ianem Readem (Fire and Ice), Mattem Howdenem (Sieben) czy Douglasem Pearce'em (Death in June). Teksty inspirowane są pogaństwem, mistycyzmem oraz lirykami Goethego i Hermanna Hessego. Sama nazwa Forseti odnosi się do nordyckiego boga sprawiedliwości, pokoju i prawdy.
W 2005 roku Andreas Ritter przeżył atak serca, który spowodował chwilowe zatrzymanie podstawowych funkcji życiowych. Uszkodzenie mózgu spowodowane jego niedotlenieniem doprowadziło Andreasa do stanu uniemożliwiającego mu dalszą działalność muzyczną.

## Dyskografia
- Jenzig 1999
- Windzeit 2002
- Erde 2004